# Liste d'acteurs ayant incarné un roi ou une reine à l'écran
Les rois et reines ont bien souvent été incarnés au cinéma ou à la télévision, que ce soit des rois ayant existé ou bien des rois fictifs, de pays réels ou fictifs.
Voici une liste d'acteurs et actrices ayant joué un roi ou une reine d'un État (ou regroupement d'États), dans l'audiovisuel (cinéma, vidéo, télévision).

## Liste d'acteurs ayant incarné un roi
Ce tableau possède des colonnes triables, cliquez sur la case en haut de la colonne que vous souhaitez trier.
| Acteurs (Nom, prénom)       | Rôle                                 | R=Réel F=Fictif L=Légendaire | Titre de l'œuvre                                            | Pays de la royauté             | Année de l'œuvre | Réalisation Création (Nom, prénom)       |
| --------------------------- | ------------------------------------ | ---------------------------- | ----------------------------------------------------------- | ------------------------------ | ---------------- | ---------------------------------------- |
| Aherne, Brian               | Le roi Arthur                        | L                            | Prince Vaillant                                             | Bretagne                       | 1954             | Hathaway, Henry                          |
| Aherne, Brian               | Le roi Arthur                        | L                            | Lancelot chevalier de la reine                              | Bretagne                       | 1963             | Wilde, Cornel                            |
| Anglade, Jean Hugues        | Le roi Charles IX                    | R                            | Reine Margot, La                                            | France                         | 1994             | Chéreau, Patrice                         |
| Anglade, Jean-Hugues        | Le roi Louis XI                      | R                            | Marie de Bourgogne                                          | France                         | 2017             |                                          |
| Arbessier, Louis            | Le roi Louis XIII                    | R                            | Trois Mousquetaires, Les                                    | France                         | 1953             | Hunebelle, André                         |
| Ardouin, Jacques            | Le roi Louis XVI                     | R                            | On efface tout                                              | France                         | 1979             | Vidal, Pascal                            |
| Argus, Edwin                | Le roi Louis XVI                     | R                            | Janice Meredith                                             | France                         | 1924             | Hopper, E. Mason                         |
| Argus, Edwin                | Le roi Louis XVI                     | R                            | Scaramouche                                                 | France                         | 1923             | Ingram, Rex                              |
| Arnold, Edward              | Le roi Louis XIII                    | R                            | Cardinal Richelieu                                          | Royaume de France              | 1935             | Lee, Rowland V.                          |
| Astier, Alexandre           | Le roi Arthur                        | L                            | Kaamelott                                                   | Bretagne                       | 2005-2009        | Astier, Alexandre                        |
| Aumont, Jean-Pierre         | Le roi Louis XVI                     | R                            | John Paul Jones, maître des mers                            | France                         | 1959             | Farrow, John                             |
| Auteuil, Daniel             | Le roi Henri de Navarre              | R                            | Reine Margot, La                                            | Navarre                        | 1994             | Chéreau, Patrice                         |
| Baissette de Malglaive, Max | Le roi Charles VIII                  | R                            | France                                                      | 2017                           |                  |                                          |
| Balmer, Jean-François       | Le roi Louis XVI                     | R                            | Révolution française, La                                    | France                         | 1989             | Enrico, Robert Heffron, Richard T.       |
| Bana, Eric                  | Le roi Henri VIII                    | R                            | Deux Sœurs pour un roi                                      | Angleterre                     | 2008             | Chadwick, Justin                         |
| Barrymore, John             | Le roi Louis XV                      | R                            | Marie-Antoinette                                            | France                         | 1938             | Van Dyke, W. S.                          |
| Beaune, Michel              | Le roi Édouard II                    | R                            | Les Rois maudits                                            | Angleterre                     | 1972             | Barma, Claude                            |
| Beauvois, Xavier            | Le roi Louis XVI                     | R                            | Adieux à la reine, Les                                      | France                         | 2012             | Jacquot, Benoît                          |
| Bellon,Hervé                | Le roi Guillaume Ier                 | R                            | Guillaume le Conquérant                                     | Angleterre                     | 1982             | Grangier, Gilles Nicolaescu, Sergiu      |
| Besnehard, Dominique        | Le roi Louis XVI                     | R                            | Beaumarchais, l'insolent                                    | France                         | 1996             | Molinaro, Édouard                        |
| Boisselier, Julien          | Le roi Henri IV                      | R                            | Henri 4                                                     | France                         | 2010             | Baier, Jo                                |
| Bokanowski, Gilbert         | Le roi Louis XVI                     | R                            | Si Versailles m'était conté...                              | France                         | 1954             | Guitry, Sacha                            |
| Bokanowski, Gilbert         | Le roi Louis XVI                     | R                            | Napoléon                                                    | France                         | 1955             | Guitry, Sacha                            |
| Bonnet, Grégoire            | Le roi Louis XIV                     | R                            | Éléonore l'intrépide                                        | France                         | 2012             | Calbérac, Ivan                           |
| Branagh, Kenneth            | Le roi Henri V                       | R                            | Henry V                                                     | Angleterre                     | 1990             | Branagh, Kenneth                         |
| Brandt, Carlo               | Le roi                               | F                            | Miroir mon amour                                            |                                | 2012             | Alnoy, Siegrid                           |
| Bronchinson, Dan            | Le roi Guillaume Ier                 | R                            | Guillaume, la jeunesse du conquérant                        | Angleterre                     | 2015             | Fabien Drugeon                           |
| Brendel, Christian          | Le roi Charlemagne                   | R                            | Charlemagne, le prince à cheval                             | France                         | 1993             | Clive Donner                             |
| Brooks, Mel                 | Le roi Louis XVI                     | R                            | Folle Histoire du monde, La                                 | France                         | 1981             | Brooks, Mel                              |
| Broust, Jean-Louis          | Le roi Édouard III                   | R                            | Les Rois maudits                                            | Angleterre                     | 1972             | Barma, Claude                            |
| Brynner, Yul                | Le roi Rama IV                       | R                            | Le Roi et moi                                               | Thaïlande                      | 1956             | Walter Lang                              |
| Brynner, Yul                | Le pharaon Ramsès II                 | R                            | Les Dix Commandements                                       | Égypte                         | 1956             | Cecil B. DeMille                         |
| Brynner, Yul                | Le roi Salomon                       | L                            | Salomon et la Reine de Saba                                 | Israël                         | 1958             | Vidor, King                              |
| Budd, Terence               | Le roi Louis XVI                     | R                            | Lady Oscar                                                  | France                         | 1979             | Demy, Jacques                            |
| Burton, Richard             | Le roi Henri VIII                    | R                            | Anne des mille jours                                        | Angleterre                     | 1969             | Jarrott, Charles                         |
| Butler, Gerard              | Le roi Léonidas                      | R                            | 300                                                         | Sparte                         | 2007             | Snyder, Zack                             |
| Butler, Gerard              | Le roi Attila                        | R                            | Attila le Hun                                               | Huns                           | 2001             | Lowry, Dick                              |
| Byrne, Gabriel              | Le roi Uther Pendragon               | L                            | Excalibur                                                   | Bretagne                       | 1981             | Boorman, John                            |
| Cabot, Bruce                | Le roi Alboïn                        | R                            | Terreur des barbares, La                                    | Lombardie                      | 1959             | Campogalliani, Carlo                     |
| Caffarel, José María        | Le roi Louis XVI                     | R                            | Chevalier à la rose rouge, Le                               | France                         | 1968             | Steno                                    |
| Cancelier, Urbain           | Le roi Louis XVI                     | R                            | Ridicule                                                    | France                         | 1996             | Leconte, Patrice                         |
| Cassel, Jean-Pierre         | Le roi Louis XIII                    | R                            | Trois Mousquetaires, Les                                    | France                         | 1973             | Lester, Richard                          |
| Cervi, Gino                 | Le roi Salomon                       | L                            | Reine de Saba, La                                           | Israël                         | 1952             | Francisci, Pietro                        |
| Chalamet, Timothée          | Le roi Henri V                       | R                            | Le Roi                                                      | Angleterre                     | 2019             | David Michôd                             |
| Chaplin, Charles            | Le roi Shahdov                       | F                            | Un roi à New York                                           | Estrovie                       | 1957             | Chaplin, Charles                         |
| Chapman, Graham             | Le roi Arthur                        | L                            | Monty Python : Sacré Graal !                                | Bretagne                       | 1975             | Jones, Terry Gilliam, Terry              |
| Clariond, Aimé              | Le roi Louis XV                      | R                            | Marie-Antoinette reine de France                            | France                         | 1956             | Delannoy, Jean                           |
| Coluche                     | Le roi Gros Pif 1er                  | F                            | Vous n'aurez pas l'Alsace et la Lorraine                    | France                         | 1977             | Coluche Monnet, Marc                     |
| Coluche                     | Le roi Dagobert Ier                  | R                            | Bon Roi Dagobert, Le                                        | France                         | 1984             | Risi, Dino                               |
| Connery, Sean               | Le roi Arthur                        | L                            | Lancelot, le premier chevalier                              | Bretagne                       | 1995             | Zucker, Jerry                            |
| Connery, Sean               | Le roi Richard Cœur de Lion          | R                            | Robin des Bois, prince des voleurs                          | Angleterre                     | 1991             | Reynolds, Kevin                          |
| Cooke, Frank                | Le roi Louis XIII                    | R                            | Etroit Mousquetaire, L'                                     | France                         | 1922             | Linder, Max                              |
| Corrigan, Lloyd             | Le roi Louis XVI                     | R                            | Fighting Guardsman, The                                     | France                         | 1946             | Levin, Henry                             |
| Cosgrove, John              | Le roi de Tyr                        | ?                            | Reine de Saba, La                                           | Tyr                            | 1921             | Edwards, J. Gordon                       |
| Curran, Tony                | Le roi Étienne                       | R                            | Piliers de la Terre, Les                                    | Angleterre                     | 2010             |                                          |
| Currie, Finlay              | Le roi David                         | R                            | Salomon et la Reine de Saba                                 | Israël                         | 1958             | Vidor, King                              |
| Dalton, Timothy             | Le roi Philippe Auguste              | R                            | Lion en hiver, Le                                           | France                         | 1968             | Harvey, Anthony                          |
| Daniell, Henry              | Le roi Guillaume III d'Orange-Nassau | R                            | Captain Kidd                                                | Angleterre, Écosse Irlande     | 1945             | Lee, Rowland V.                          |
| Daoming, Chen               | Le roi Qin Shi Huang                 | R                            | Hero                                                        | État de Qin                    | 2002             | Zhang Yimou                              |
| Depardieu, Guillaume        | Le roi Louis X dit le Hutin          | R                            | Rois maudits, Les                                           | France                         | 2005             | Dayan, Josée                             |
| DiCaprio, Leonardo          | Le roi Louis XIV                     | R                            | Homme au masque de fer, L'                                  | France                         | 1998             | Wallace, Randall                         |
| Dyrek, François             | Le roi Louis XVI                     | R                            | Marie-Antoinette                                            | France                         | 1975-1976        | Lefranc, Guy                             |
| Driessche, Frédéric van den | Le roi Orllie-Antoine Ier            | R                            | Roi de Patagonie, Le                                        | Araucanie-Patagonie            | 1990             | Campana, Georges et Kurc, Stéphane       |
| Egan, Richard               | Le roi Léonidas                      | R                            | Bataille des Thermopyles, La                                | Sparte                         | 1962             | Maté, Rudolph                            |
| Fairbanks Jr., Douglas      | L'Empereur Pierre III                | R                            | Catherine de Russie                                         | Empire russe                   | 1934             | Czinner, Paul                            |
| Farnum, William             | Le roi Arthur                        | L                            | Le Fils de l'oncle Sam chez nos aïeux                       | Bretagne                       | 1931             | Butler, David                            |
| Farrar, David               | Le roi Xerxès Ier                    | R                            | Bataille des Thermopyles, La                                | Perse                          | 1962             | Maté, Rudolph                            |
| Ferrer, Mel                 | Le roi Arthur                        | L                            | Chevaliers de la Table ronde, Les                           | Bretagne                       | 1953             | Thorpe, Richard                          |
| Filozov, Albert             | Le roi Arthur                        | L                            | Les nouvelles aventures d'un Yankee à la cour du roi Arthur | Bretagne                       | 1988             | Gres, Viktor                             |
| Firth, Colin                | Le roi George VI                     | R                            | Le Discours d'un roi                                        | Royaume-Uni                    | 2010             | Hooper, Tom                              |
| Flotats, José-Maria         | Le roi Philippe V le Long            | R                            | Rois maudits, Les                                           | France                         | 1972             | Barma, Claude                            |
| Gambon, Michael             | Le roi George V                      | R                            | Le Discours d'un roi                                        | Royaume-Uni                    | 2010             | Hooper, Tom                              |
| Garcia, José                | Le roi Louis XIV                     | R                            | Blanche                                                     | France                         | 2002             | Bonvoisin, Bernie                        |
| Gebühr, Otto                | Le roi Frédéric II                   | R                            | Fridericus                                                  | Royaume de Prusse              | 1937             | Meyer, Johannes                          |
| Granger, Stewart            | Le roi Rudolph V                     | F                            | Prisonnier de Zenda, Le                                     | Ruritania                      | 1952             | Thorpe, Richard                          |
| Greggory, Pascal            | Le roi Henri III                     | R                            | Reine Margot, La                                            | France                         | 1994             | Chéreau, Patrice                         |
| Griffith, Hugh              | Le roi Louis XVI                     | R                            | Commencez la révolution sans nous                           | France                         | 1970             | Yorkin, Bud                              |
| Guitry, Sacha               | Le roi Louis XVI                     | R                            | Remontons les Champs-Élysées                                | France                         | 1938             | Bibal, Robert Guitry, Sacha              |
| Gwillim, Jack               | Le roi Éétès                         | L                            | Jason et les Argonautes                                     | Colchide                       | 1963             | Chaffey, Don                             |
| Hare, Lumsden               | Le roi Gustave II Adolphe            | R                            | Cardinal Richelieu                                          | Royaume de Suède               | 1935             | Lee, Rowland V.                          |
| Harment, Harry              | Le roi Louis XVI                     | R                            | Collier de la reine, Le                                     | France                         | 1929             | Lekain, Tony Ravel, Gaston               |
| Hébey, Jean                 | Le roi Louis XVI                     | R                            | Affaire du collier de la reine, L'                          | France                         | 1946             | L'Herbier, Marcel                        |
| Hinds, Ciarán               | Le roi Hérode                        | R                            | Nativité, La                                                | Judée                          | 2006             | Hardwicke, Catherine                     |
| Hinz, Werner                | Le roi Frédéric II                   | R                            | Les Deux Rois                                               | Royaume de Prusse              | 1935             | Steinhoff, Hans                          |
| Hinz, Werner                | L'Empereur Guillaume II              | R                            | Die Entlassung                                              | Empire allemand                | 1942             | Liebeneiner, Wolfgang                    |
| Holmes, Stuart              | Le roi Louis XVI                     | R                            | Captain of the Guard                                        | France                         | 1930             | Robertson, John S.                       |
| Hunter, Ian                 | Le roi Richard Cœur de Lion          | R                            | Aventures de Robin des Bois, Les                            | Angleterre                     | 1938             | Curtiz, Michael                          |
| Jannings, Emil              | Le roi Frédéric-Guillaume Ier        | R                            | Les Deux Rois                                               | Royaume de Prusse              | 1935             | Steinhoff, Hans                          |
| Jannings, Emil              | L'Empereur Guillaime Ier             | R                            | Die Entlassung                                              | Empire allemand                | 1942             | Liebeneiner, Wolfgang                    |
| Jugnot, Arthur              | Le roi Henri III                     | R                            | Rose et Noir                                                | France                         | 2009             | Jugnot, Gérard                           |
| Kalfon, Jean-Pierre         | Le roi Louis XIV                     | R                            | Saint-Cyr                                                   | France                         | 2000             | Mazuy, Patricia                          |
| Kalfon, Jean-Pierre         | Le roi Jacob                         | F                            | Miroir mon amour                                            |                                | 2012             | Alnoy, Siegrid                           |
| Karyo, Tchéky               | Le roi Philippe le Bel               | R                            | Rois maudits, Les                                           | France                         | 2005             | Dayan, Josée                             |
| Khan, Shahrukh              | L'Empereur Ashoka                    | R                            | Asoka (film)                                                | Empire maurya                  | 2001             | Sivan, Santosh                           |
| Kilgour, Joseph             | Le roi Louis XVI                     | R                            | My Lady's Slipper                                           | France                         | 1916             | Ince, Ralph                              |
| Kilmer, Val                 | Le roi Philippe II de Macédoine      | R                            | Alexandre                                                   | Royaume de Macédoine           | 2004             | Stone, Oliver                            |
| Kohlmar, Lee                | Le roi Louis XVI                     | R                            | Deux Orphelines, Les                                        | France                         | 1921             | Griffith, D.W.                           |
| Kresel, Lee                 | Le roi Louis XVI                     | R                            | Cagliostro                                                  | France                         | 1949             | Ratoff, Gregory                          |
| Kross, David                | Le roi Louis XIV                     | R                            | Angélique                                                   | France                         | 2013             | Zeitoun, Ariel                           |
| Larvaron, Simon             | Le roi Charles VIII                  | R                            | Borgia                                                      | France                         | 2011             | ...                                      |
| Legros, Stéphane            | Le roi Louis XIV                     | R                            | Fille de d'Artagnan, La                                     | France                         | 1994             | Tavernier, Bertrand                      |
| Leiber, Fritz               | Le roi Salomon                       | L                            | Reine de Saba, La                                           | Israël                         | 1921             | Edwards, J. Gordon                       |
| Lhermitte, Thierry          | Le roi Louis XIV                     | R                            | Marquise                                                    | France                         | 1997             | Belmont, Véra                            |
| Lonsdale, Michael           | Le roi Louis XVI                     | R                            | Jefferson à Paris                                           | France                         | 1995             | Ivory, James                             |
| Luguet, André               | Le roi Louis XV                      | R                            | Madame du Barry                                             | France                         | 1954             | Christian-Jaque                          |
| Magimel, Benoît             | Le roi Louis XIV                     | R                            | Roi danse, Le                                               | France                         | 2000             | Corbiau, Gérard                          |
| Malkovich, John             | Le roi Charles VII                   | R                            | Jeanne d'Arc                                                | France                         | 1999             | Besson, Luc                              |
| Marais, Jean                | Le roi Louis XV                      | R                            | Si Versailles m'était conté...                              | France                         | 1954             | Guitry, Sacha                            |
| March, Fredric              | Le roi Philippe II de Macédoine      | R                            | Alexandre le Grand                                          | Royaume de Macédoine           | 1956             | Rossen, Robert                           |
| Marchal, Georges            | L'Empereur Justinien                 | R                            | Théodora, impératrice de Byzance                            | Empire byzantin                | 1954             | Freda, Riccardo                          |
| Marchal, Georges            | Le roi Philippe IV le Bel            | R                            | Rois maudits, Les                                           | France                         | 1972             | Barma, Claude                            |
| Mauger, Gaston              | Le roi Louis XVIII                   | R                            | Destin fabuleux de Désirée Clary, Le                        | France                         | 1942             | Guitry, Sacha                            |
| McGoohan, Patrick           | Le roi Édouard Ier                   | R                            | Braveheart                                                  | Angleterre                     | 1995             | Gibson, Mel                              |
| Moore, Roger                | Le roi Henri II                      | R                            | Diane de Poitiers                                           | France                         | 1955             | Miller, David                            |
| Morel, Jacques              | Le roi Louis XVI                     | R                            | Marie-Antoinette reine de France                            | France                         | 1956             | Delannoy, Jean                           |
| Moretti, Tobias             | L'empereur Frédéric III              | R                            | 'Marie de Bourgogne                                         | Saint-Empire romain germanique | 2017             |                                          |
| Morgan, Frank               | Le roi Louis XIII                    | R                            | Trois Mousquetaires, Les                                    | France                         | 1948             | Sidney, George                           |
| Morley, Robert              | Le roi Louis XVI                     | R                            | Marie-Antoinette                                            | France                         | 1938             | Van Dyke, W. S.                          |
| Mori, Masayuki              | L'Empereur Tang Xuanzong             | R                            | Impératrice Yang Kwei-Fei, L'                               | Dynastie Tang                  | 1955             | Mizoguchi, Kenji                         |
| Mortensen, Viggo            | Le roi Aragorn                       | F                            | Retour du roi, Le                                           | Arnor et Gondor                | 2003             | Jackson, Peter                           |
| Nichols, George             | Le roi David                         | R                            | Reine de Saba, La                                           | Israël                         | 1921             | Edwards, J. Gordon                       |
| Niewöhner, Jannis           | L'empereur Maximilien Ier            | R                            | Marie de Bourgogne                                          | Saint-Empire romain germanique | 2017             |                                          |
| Noethen, Ulrich             | Le roi Charles IX                    | R                            | Henri 4                                                     | France                         | 2010             | Baier, Jo                                |
| Norton, Edward              | Le roi Baudouin IV le lépreux        | R                            | Kingdom of Heaven                                           | Jérusalem                      | 2005             | Scott, Ridley                            |
| O'Brian, Buck               | Le roi Louis XVI                     | R                            | Exotic Time Machine, The                                    | France                         | 1997             | Sinclair, Felicia                        |
| O'Toole, Peter              | Le roi Henri II                      | R                            | Lion en hiver, Le                                           | Angleterre                     | 1968             | Harvey, Anthony                          |
| Owen, Clive                 | Le roi Arthur                        | L                            | Roi Arthur, Le                                              | Bretagne                       | 2004             | Fuqua, Antoine                           |
| Owen, Reginald              | Le roi Louis XV                      | R                            | Madame du Barry                                             | France                         | 1934             | Dieterle, William                        |
| Pain, Didier                | Le roi Louis VI le Gros              | R                            | Visiteurs, Les                                              | France                         | 1993             | Poiré, Jean-Marie                        |
| Palance, Jack               | Le roi Attila                        | R                            | Signe du païen, Le                                          | Huns                           | 1954             | Sirk, Douglas                            |
| Pearce, Guy                 | Le roi Édouard VIII                  | R                            | Le Discours d'un roi                                        | Royaume-Uni                    | 2010             | Hooper, Tom                              |
| Pérez, Vincent              | Le roi Louis XV                      | R                            | Jeanne Poisson, marquise de Pompadour                       | France                         | 2006             | Davis, Robin                             |
| Perrin, Jacques             | Le roi Louis XI                      | R                            | Louis XI, le pouvoir fracassé                               | France                         | 2011             | Helman, Henri                            |
| Piccoli, Michel             | Le roi Louis XVI                     | R                            | Nuit de Varennes, La                                        | France                         | 1982             | Scola, Ettore                            |
| Quinn, Anthony              | Le roi Attila                        | R                            | Attila, fléau de Dieu                                       | Huns                           | 1954             | Francisci, Pietro                        |
| Rathbone, Basil             | Le roi Louis XI                      | R                            | Le Roi des gueux                                            | France                         | 1938             | Frank Lloyd                              |
| Remund, Pierre              | Le roi Louis XV                      | R                            | Nicolas Le Floch                                            | France                         | 2008             | ...                                      |
| Rémy, Albert                | Le roi Louis XVI                     | R                            | La Fayette                                                  | France                         | 1961             | Dréville, Jean                           |
| Renoir, Pierre              | Le roi Louis XVI                     | R                            | Marseillaise, La                                            | France                         | 1938             | Renoir, Jean                             |
| Rhys-Meyers, Jonathan       | Le roi Henri VIII                    | R                            | Tudors, Les                                                 | Angleterre                     | 2007             | Hirst, Michael                           |
| Rignault, Alexandre         | Le roi Henri VIII                    | R                            | François Ier                                                | Angleterre                     | 1937             | Christian-Jaque                          |
| Robins, Barry               | Le roi                               | F                            | Columbo saison 5, épisode 2 Immunité diplomatique           | État du Suari                  | 1975             | Post, Ted                                |
| Rooney, Mickey              | Le roi Charles V                     | R                            | Mon copain le roi                                           | France                         | 1932             | Neumann, Kurt                            |
| Ruf, Éric                   | Le roi Philippe V le Long            | R                            | Rois maudits, Les                                           | France                         | 2005             | Dayan, Josée                             |
| Rye, Jack                   | Le roi Louis XVI                     | R                            | Napoléon                                                    | France                         | 1935             | Gance, Abel                              |
| Sandre, Didier              | Le roi Louis XIV                     | R                            | Allée du Roi, L'                                            | France                         | 1996             | Companeez, Nina                          |
| Santoro, Rodrigo            | Le roi Xerxès Ier                    | R                            | 300                                                         | Perse                          | 2007             | Snyder, Zack                             |
| Schwartzman, Jason          | Le roi Louis XVI                     | R                            | Marie-Antoinette                                            | France                         | 2006             | Coppola, Sofia                           |
| Ser, Georges                | Le roi Louis X dit le Hutin          | R                            | Rois maudits, Les                                           | France                         | 1972             | Barma, Claude                            |
| Serrault, Michel            | Le roi Louis XV                      | R                            | Beaumarchais, l'insolent                                    | France                         | 1996             | Molinaro, Édouard                        |
| Serrault, Michel            | Le roi Louis XVI                     | R                            | Liberté, Égalité, Choucroute                                | France                         | 1985             | Yanne, Jean                              |
| Sharif, Omar                | L'empereur Nicolas II                | R                            | Anastasia                                                   | Empire russe                   | 1986             | Chomsky, Marvin J.                       |
| Siegmann, George            | Le roi Armud de Saba                 | ?                            | Reine de Saba, La                                           | Royaume de Saba                | 1921             | J. Gordon Edwards                        |
| Simon-Girard, Aimé          | Le roi François Ier                  | R                            | François Ier                                                | France                         | 1937             | Christian-Jaque                          |
| Stoppard,Ed                 | Le roi Guillaume Ier                 | R                            | 1066: A Year to Conquer England                             | Angleterre                     | 2017             | Snow, Dan                                |
| Terry, John                 | Le roi Harold II                     | R                            | Guillaume le Conquérant                                     | Angleterre                     | 1982             | Grangier, Gilles Nicolaescu, Sergiu      |
| Terry, Nigel                | Le roi Arthur                        | L                            | Excalibur                                                   | Bretagne                       | 1981             | Boorman, John                            |
| Theis, Samuel               | Le roi Louis XIV                     | R                            | Versailles, le rêve d'un roi                                | France                         | 2008             | Binisti, Thierry                         |
| Titre, Claude               | Le roi François Ier                  | R                            | Salamandre d'or, La                                         | France                         | 1962             | Régamey, Maurice                         |
| Tobias, Oliver              | Le roi Arthur                        | L                            | King Arthur, the Young Warlord                              | Bretagne                       | 1975             | Hayers, Sidney Jackson, Pat Sasdy, Peter |
| Toja, Jacques               | Le roi Louis XIV                     | R                            | Angélique, Marquise des anges                               | France                         | 1964             | Borderie, Bernard                        |
| Toja, Jacques               | Le roi Louis XIV                     | R                            | Merveilleuse Angélique                                      | France                         | 1965             | Borderie, Bernard                        |
| Toja, Jacques               | Le roi Louis XIV                     | R                            | Angélique et le Roy                                         | France                         | 1966             | Borderie, Bernard                        |
| Toja, Jacques               | Le roi Louis XIV                     | R                            | Indomptable Angélique                                       | France                         | 1967             | Borderie, Bernard                        |
| Toja, Jacques               | Le roi Louis XIV                     | R                            | Angélique et le Sultan                                      | France                         | 1968             | Borderie, Bernard                        |
| Tréjan, Guy                 | Le roi Louis XIII                    | R                            | Trois Mousquetaires, Les                                    | France                         | 1961             | Borderie, Bernard                        |
| Vincent, Roger              | Le roi Charles XIII                  | R                            | Destin fabuleux de Désirée Clary, Le                        | Suède                          | 1942             | Guitry, Sacha                            |
| Vuillermoz, Michel          | Un roi de France                     | R                            | Minuit à Paris                                              | France                         | 2011             | Allen, Woody                             |
| West, Samuel                | Le roi George VI                     | R                            | Week-end royal                                              | Royaume-Uni                    | 2013             | Michell, Roger                           |
| Wiik, Aurélien              | Le roi Édouard III                   | R                            | Rois maudits, Les                                           | Angleterre                     | 2005             | Dayan, Josée                             |
| Wollter, Sven               | Le roi Hrothgar                      | L                            | 13e Guerrier, Le                                            | Danemark                       | 1999             | McTiernan, John                          |

## Liste d'actrices ayant incarné une reine
| Actrices (Nom, prénom)  | Rôle                                                                      | R=Réel F=Fictif L=Légendaire | Titre de l'œuvre                                      | Pays de la royauté                          | Année de l'œuvre | Réalisation Création (Nom, prénom)      |
| ----------------------- | ------------------------------------------------------------------------- | ---------------------------- | ----------------------------------------------------- | ------------------------------------------- | ---------------- | --------------------------------------- |
| Abril, Victoria         | La reine Isabelle d'Angoulême                                             | R                            | La Rose et la Flèche                                  | Angleterre                                  | 1976             | Lester, Richard                         |
| Adjani, Isabelle        | La reine Marguerite de Valois                                             | R                            | Reine Margot, La                                      | France                                      | 1994             | Chereau, Patrice                        |
| Agenin, Béatrice        | L'impératrice Joséphine de Beauharnais                                    | R                            | Napoléon et l'Europe                                  | Empire français                             | 1991             |                                         |
| Alcy, Jehanne d'        | La reine Cléopâtre VII                                                    | R                            | Cléopâtre                                             | Égypte                                      | 1899             | Méliès, Georges                         |
| Alexander, Katharine    | La reine Anne d'Autriche                                                  | R                            | Cardinal Richelieu                                    | Royaume de France                           | 1935             | Lee, Rowland V.                         |
| Andreïtchenko, Natalia  | La tsarine Eudoxie Lopoukhine                                             | R                            | Pierre le Grand                                       | Empire russe                                | 1986             |                                         |
| Andress, Ursula         | La reine Marie-Antoinette                                                 | R                            | Liberté, Égalité, Choucroute                          | France                                      | 1985             | Yanne, Jean                             |
| Anwar, Gabrielle        | La reine Marguerite Tudor                                                 | R                            | Tudors, Les                                           | Angleterre                                  | 2007             | Hirst, Michael                          |
| Ardant, Fanny           | La reine                                                                  | F                            | Miroir mon amour                                      |                                             | 2012             | Alnoy, Siegrid                          |
| Ardant, Fanny           | La reine Marie de Guise                                                   | R                            | Elizabeth                                             | Angleterre                                  | 1998             | Kapur, Shekhar                          |
| Amarteifio, India       | La reine Charlotte de Mecklembourg-Strelitz                               | R                            | Reine Charlotte : Un chapitre Bridgerton, La          | Royaume-Uni de Grande-Bretagne et d'Irlande | 2023             | Rhimes, Shonda                          |
| Asher, Jane             | La reine Jeanne Seymour                                                   | R                            | Henry VIII and His Six Wives                          | Angleterre                                  | 1972             | Hussein, Waris                          |
| Atkins, Eileen          | La reine Aliénor d'Aquitaine                                              | R                            | Robin des Bois                                        | France                                      | 2010             | Scott, Ridley                           |
| Badaki, Yetide          | La Reine de Saba                                                          | F                            | American Gods                                         |                                             | 2017             |                                         |
| Bailey, Marion          | La reine Elizabeth                                                        | R                            | The Crown                                             | Royaume-Uni                                 | 2018             | Morgan, Peter                           |
| Bara, Theda             | La reine Cléopâtre VII                                                    | R                            | Cléopâtre                                             | Égypte                                      | 1917             | Edwards, J. Gordon                      |
| Bartlett, Sabrina       | La reine Isabelle de France                                               | R                            | Knightfall                                            | Angleterre                                  | 2017             | Handfield, Don et Rayner, Richard       |
| Basler, Marianne        | Une reine de France                                                       | R                            | Minuit à Paris                                        | France                                      | 2011             | Allen, Woody                            |
| Bassett, Angela         | La reine Ramonda                                                          | F                            | Black Panther: Wakanda Forever                        | Wakanda                                     | 2022             | Coogler, Ryan                           |
| Bellucci, Monica        | La reine Cléopâtre VII                                                    | R                            | Astérix et Obélix : Mission Cléopâtre                 | Égypte                                      | 2002             | Chabat, Alain                           |
| Bening, Annette         | La reine Élisabeth                                                        | R                            | Richard III                                           | Angleterre                                  | 1995             | Loncraine, Richard                      |
| Baptiste, Muriel        | La reine Marguerite de Bourgogne                                          | R                            | Rois maudits, Les                                     | Angleterre                                  | 1972-1973        | Barma, Claude                           |
| Bergner, Elisabeth      | L'Impératrice Catherine II                                                | R                            | Catherine de Russie                                   | Empire russe                                | 1934             | Czinner, Paul                           |
| Bianchetti, Suzanne     | La reine Marie-Antoinette                                                 | R                            | Napoléon                                              | France                                      | 1927             | Gance, Abel                             |
| Bianchetti, Suzanne     | L'Impératrice Catherine II                                                | R                            | Casanova                                              | France                                      | 1927             | Volkoff, Alexandre                      |
| Bianchetti, Suzanne     | La reine Marie-Antoinette                                                 | R                            | Cagliostro - Liebe und Leben eines großen Abenteurers | Autriche                                    | 1929             | Oswald, Richard                         |
| Blanc, Dominique        | La reine Anne d'Autriche                                                  | R                            | Versailles                                            | France                                      | 2015             |                                         |
| Blanchett, Cate         | La reine Élisabeth Ire                                                    | R                            | Elizabeth                                             | Royaume-Uni                                 | 1998             | Kapur, Shekhar                          |
| Blanchett, Cate         | La reine Élisabeth Ire                                                    | R                            | Elizabeth : L'Âge d'or                                | Royaume-Uni                                 | 2007             | Kapur, Shekhar                          |
| Bloom, Claire           | L'impératrice Alexandra Feodorovna                                        | R                            | Anastasia                                             | Empire russe                                | 1986             | Chomsky, Marvin J.                      |
| Bloom, Claire           | La reine Mary de Teck                                                     | R                            | Le Discours d'un roi                                  | 2011                                        | Hooper, Tom      |                                         |
| Blunt, Emily            | La reine Victoria                                                         | R                            | Victoria : Les Jeunes Années d'une reine              | Royaume-Uni                                 | 2009             | Vallée, Jean-Marc                       |
| Blythe, Betty           | La reine de Saba                                                          | L                            | Reine de Saba, La                                     | Royaume de Saba                             | 1921             | Edwards, J. Gordon                      |
| Böhm, Christine         | La reine Marie-Antoinette                                                 | R                            | Lady Oscar                                            | France                                      | 1979             | Demy, Jacques                           |
| Bolger, Sarah           | La reine Marie Ire d'Angleterre                                           | R                            | Tudors, Les                                           | Angleterre                                  | 2007             | Hirst, Michael                          |
| Bonham Carter, Helena   | La reine Elizabeth                                                        | R                            | Le Discours d'un roi                                  | Royaume-Uni                                 | 2010             | Hooper, Tom                             |
| Bonham Carter, Helena   | La reine Rouge                                                            | F                            | Alice au pays des merveilles                          | Pays des Merveilles                         | 2010             | Burton, Tim                             |
| Bonney Erskine, Margery | La reine Catherine d'Aragon                                               | R                            | A Tudor Princess                                      | Angleterre                                  | 1913             | Searle Dawley, J.                       |
| Borrachero, Alicia      | La reine Isabelle la Catholique                                           | R                            | Spanish Princess, The                                 | Royaume de Castille / Royaume d'Aragon      | 2019             |                                         |
| Bos, Jenny              | La reine Anne de Clèves                                                   | R                            | Henry VIII and His Six Wives                          | Angleterre                                  | 1972             | Hussein, Waris                          |
| Bovy, Berthe            | La reine Marguerite de Navarre                                            | R                            | La Reine Margot                                       | Royaume de France                           | 1910             | de Morlhon, Camille                     |
| Boynton, Lucy           | La reine Marie-Antoinette                                                 | R                            | Chevalier                                             | Royaume de France                           | 2022             | Williams, Stephen                       |
| Bujold, Geneviève       | La reine Anne Boleyn                                                      | R                            | Anne des mille jours                                  | Angleterre                                  | 1969             | Jarrott, Charles                        |
| Burke, Kathy            | La reine Marie Ire                                                        | R                            | Elizabeth                                             | Angleterre                                  | 1998             | Kapur, Shekhar                          |
| Canale, Gianna Maria    | L'impératrice Théodora                                                    | R                            | Théodora, impératrice de Byzance                      | Empire byzantin                             | 1954             | Freda, Riccardo                         |
| Capotondi, Cristiana    | L'impératrice Élisabeth d'Autriche                                        | R                            | Sissi : Naissance d'une Impératrice                   | Autriche-Hongrie                            | 2010             | Schwarzenberg, Xaver                    |
| Carol, Martine          | L'impératrice Joséphine de Beauharnais                                    | R                            | Austerlitz                                            | Empire français                             | 1960             | Gance Abel                              |
| Caserini, Maria         | L'impératrice Agrippine la Jeune                                          | R                            | Agrippine                                             | Empire romain                               | 1911             | Guazzoni, Enrico                        |
| Casile, Geneviève       | La reine Marie-Antoinette                                                 | R                            | Marie-Antoinette                                      | France                                      | 1975-1976        | Lefranc, Guy                            |
| Casile, Geneviève       | La reine Isabelle de France                                               | R                            | Rois maudits, Les                                     | France                                      | 1972-1973        | Barma, Claude                           |
| Chaplin, Geraldine      | La reine Anne d'Autriche                                                  | R                            | Trois Mousquetaires, Les                              | France                                      | 1973             | Lester, Richard                         |
| Charles, Jeannette      | La reine Élisabeth II                                                     | R                            | Y a-t-il un flic pour sauver la reine ?               | Royaume-Uni                                 | 1988             | Zucker, David                           |
| Charles, Jeannette      | La reine Élisabeth II                                                     | R                            | Austin Powers dans Goldmember                         | Royaume-Uni                                 | 2002             | Roach, Jay                              |
| Chen, Joan              | La Khatun Chabi                                                           | R                            | Marco Polo                                            | Empire mongol                               | 2014             |                                         |
| Christie, Julie         | La reine Gertrude                                                         | F                            | Hamlet                                                | Danemark                                    | 1996             | Branagh, Kenneth                        |
| Clément, Aurore         | La reine Aurore                                                           | F                            | Miroir mon amour                                      |                                             | 2012             | Alnoy, Siegrid                          |
| Close, Glenn            | La reine Aliénor d'Aquitaine                                              | R                            | Le Lion en hiver                                      | France                                      | 2003             | Kontchalovski, Andreï                   |
| Colbert, Claudette      | La reine Cléopâtre VII                                                    | R                            | Cléopâtre                                             | Égypte                                      | 1934             | DeMille, Cecil B.                       |
| Collins, Pauline        | La reine Victoria                                                         | R                            | Doctor Who : Un loup-garou royal                      | Royaume-Uni                                 | 2006             | Davies, Russell T                       |
| Colman, Olivia          | La reine Elizabeth                                                        | R                            | Week-end royal                                        | Royaume-Uni                                 | 2013             | Michell, Roger                          |
| Colman, Olivia          | La reine Élisabeth II                                                     | R                            | The Crown                                             | Royaume-Uni                                 | 2018             | Morgan, Peter                           |
| Colman, Olivia          | La reine Anne                                                             | R                            | La Favorite                                           | Royaume-Uni                                 | 2018             | Lánthimos, Yórgos                       |
| Comer, Jodie            | La reine Élisabeth d'York                                                 | R                            | White Princess, The                                   | Angleterre                                  | 2017             |                                         |
| Compton, Fay            | La reine Victoria                                                         | R                            | Premier Ministre, Le                                  | Royaume-Uni                                 | 1941             | Dickinson, Thorold                      |
| Costa, Laia             | La reine Marie de Hongrie                                                 | R                            | Carlos, rey emperador                                 | Hongrie                                     | 2015             | Ferrer, Oriol                           |
| Coutelier, Mimi         | La reine Cléopâtre VII                                                    | R                            | Deux heures moins le quart avant Jésus-Christ         | Égypte                                      | 1982             | Yanne, Jean                             |
| Crosbie, Annette        | La reine Victoria                                                         | R                            | Edward the King                                       | Royaume-Uni                                 | 1975             |                                         |
| Crosbie, Annette        | La reine Catherine d'Aragon                                               | R                            | Six Femmes d'Henri VIII, Les                          | Angleterre                                  | 1970             |                                         |
| Crutchley, Rosalie      | La reine Catherine Parr                                                   | R                            | Six Femmes d'Henri VIII, Les                          | Angleterre                                  | 1970             |                                         |
| Cuka, Frances           | La reine Catherine d'Aragon                                               | R                            | Henry VIII and His Six Wives                          | Angleterre                                  | 1972             | Hussein, Waris                          |
| Davis, Essie            | La reine Élisabeth Woodville                                              | R                            | White Princess, The                                   | Angleterre                                  | 2017             |                                         |
| Darrieux, Danielle      | La reine Olympias                                                         | R                            | Alexandre le Grand                                    | Macédoine                                   | 1956             | Rossen, Robert                          |
| Davis, Bette            | La reine Élisabeth Ire                                                    | R                            | Vie privée d'Elizabeth d'Angleterre, La               | Royaume-Uni                                 | 1939             | Curtiz, Michael                         |
| Davis, Bette            | La reine Élisabeth Ire                                                    | R                            | Seigneur de l'aventure, Le                            | Royaume-Uni                                 | 1955             | Koster, Henry                           |
| Davis, Bette            | L'impératrice Catherine II                                                | R                            | John Paul Jones, maître des mers                      | Russie                                      | 1959             | Farrow, John                            |
| Delamare, Lise          | La reine Marie-Antoinette                                                 | R                            | La Marseillaise                                       | France                                      | 1938             | Renoir, Jean                            |
| Delvair, Jeanne         | La reine Marie Stuart                                                     | R                            | Marie Stuart                                          | Écosse                                      | 1908             | Capellani, Albert                       |
| Dench, Judi             | La reine Victoria                                                         | R                            | Dame de Windsor, La                                   | Royaume-Uni                                 | 1997             | Madden, John                            |
| Dench, Judi             | La reine Élisabeth Ire                                                    | R                            | Shakespeare in Love                                   | Royaume-Uni                                 | 1998             | Madden, John                            |
| Dench, Judi             | La reine Victoria                                                         | R                            | Confident royal                                       | Royaume-Uni                                 | 2017             | Frears, Stephen                         |
| Deneuve, Catherine      | La reine Eugénia                                                          | F                            | Palais royal !                                        | ?                                           | 2005             | Lemercier, Valérie                      |
| Deneuve, Catherine      | La reine Cordélia                                                         | F                            | Astérix et Obélix : Au service de Sa Majesté          | Royaume-Uni                                 | 2012             | Tirard, Laurent                         |
| Deneuve, Catherine      | L'impératrice Catherine II                                                | R                            | Dieu aime le caviar                                   | Russie                                      | 2012             | Smaragdis, Yannis                       |
| Depp, Lily-Rose         | La reine Catherine de Valois                                              | R                            | Roi, Le                                               | Angleterre                                  | 2022             | Michôd, David                           |
| Desclos, Jeanne         | La reine Anne d'Autriche                                                  | R                            | Trois Mousquetaires, Les                              | France                                      | 1921             | Diamant-Berger, Henri                   |
| Dietrich, Marlene       | L'impératrice Catherine II                                                | R                            | Impératrice rouge, L'                                 | Russie                                      | 1934             | von Sternberg, Josef                    |
| Dobrovolskaïa, Evguenia | La reine Marguerite de France                                             | R                            | Reine Margot, La                                      | France                                      | 1996             | Jigounov, Sergueï                       |
| Dormer, Natalie         | La reine Anne Boleyn                                                      | R                            | Tudors, Les                                           | Angleterre                                  | 2007             | Hirst, Michael                          |
| Dormer, Natalie         | La reine Elizabeth Bowes-Lyon                                             | R                            | W.E.                                                  | Royaume-Uni                                 | 2011             | Madonna                                 |
| Dorziat, Gabrielle      | L'impératrice Élisabeth d'Autriche                                        | R                            | Mayerling                                             | Autriche-Hongrie                            | 1936             | Litvak, Anatole                         |
| Doyle Kennedy, Maria    | La reine Catherine d'Aragon                                               | R                            | Tudors, Les                                           | Angleterre                                  | 2007             | Hirst, Michael                          |
| Dowling, Alexandra      | La reine Anne d'Autriche                                                  | R                            | Musketeers, The                                       | France                                      | 2014             | Wratten, Colin                          |
| Duff, Anne-Marie        | La reine Élisabeth Ire                                                    | R                            | Virgin Queen, The                                     | Angleterre                                  | 2005             | Giedroyc, Coky                          |
| Dunne, Irene            | La reine Victoria                                                         | R                            | Moineau de la Tamise, Le                              | Royaume-Uni                                 | 1950             | Negulesco, Jean                         |
| Ducaux, Annie           | La reine Marie-Antoinette                                                 | R                            | Le Chevalier de Maison-Rouge                          | France                                      | 1963             | Barma, Claude                           |
| Dunst, Kirsten          | La reine Marie-Antoinette                                                 | R                            | Marie-Antoinette                                      | France                                      | 2006             | Coppola, Sofia                          |
| Edwards, Mavis          | La reine Victoria du Royaumee-Uni                                         | R                            | Chute des aigles, La                                  | Allemagne                                   | 1974             | Elliot, John                            |
| Fanning, Elle           | L'impératrice Catherine II                                                | R                            | Great, The                                            | Empire russe                                | 2020             | McNamara, Tony                          |
| Fédor, Tania            | La reine Marguerite de Bourgogne                                          | R                            | Tour de Nesle, La                                     | France                                      | 1937             | Roudès, Gaston                          |
| Ferguson, Rebecca       | La reine Élisabeth Woodville                                              | R                            | White Queen, The                                      | Angleterre                                  | 2013             | Frost, Emma                             |
| Flynn, Barbara          | La reine Marie Stuart                                                     | R                            | Elizabeth I                                           | Écosse                                      | 2005             | Hooper, Tom                             |
| Follows, Megan          | La reine Catherine de Médicis                                             | R                            | Reign : Le Destin d'une reine                         | France                                      | 2013             | McCarthy, Laurie                        |
| Foy, Claire             | La reine Élisabeth II                                                     | R                            | Crown, The                                            | Angleterre                                  | 2016             | Morgan, Peter                           |
| Foy, Claire             | La reine Anne Boleyn                                                      | R                            | Dans l'ombre des Tudors                               | Angleterre                                  | 2015             | Kosminsky, Peter                        |
| Frederick, Lynne        | La reine Catherine Howard                                                 | R                            | Henry VIII and His Six Wives                          | Angleterre                                  | 1972             | Hussein, Waris                          |
| Fuller, Mary            | La reine Marie Stuart                                                     | R                            | Mary Stuart                                           | Écosse                                      | 1913             | Edwin, Walter                           |
| Fuller, Mary            | La reine Marie Tudor                                                      | R                            | A Tudor Princess                                      | Angleterre                                  | 1913             | Searle Dawley, J.                       |
| Galocha, Alba           | La reine Jeanne la Folle                                                  | R                            | Spanish Princess, The                                 | Royaume de Castille / Royaume d'Aragon      | 2019             |                                         |
| Garbo, Greta            | La reine Christine de Suède                                               | R                            | Reine Christine, La                                   | Suède                                       | 1933             | Mamoulian, Rouben                       |
| Gardner, Ava            | La reine Guenièvre                                                        | L                            | Chevaliers de la Table ronde, Les                     | Bretagne                                    | 1953             | Thorpe, Richard                         |
| Gardner, Ava            | L'impératride Élisabeth d'Autriche                                        | R                            | Mayerling                                             | Autriche-Hongrie                            | 1968             | Young, Terence                          |
| Gardner, Helen          | La reine Cléopâtre VII                                                    | R                            | Cléopâtre                                             | Égypte                                      | 1912             | Gaskill, Charles L.                     |
| Gensac, Claude          | La reine Jeanne de Bourgogne                                              | R                            | Gaston Phébus                                         | Royaume de France                           | 1978             | Armand, Jacques, Borderie, Bernard      |
| Gethings, Rebecca (en)  | La reine Éléonore de Habsbourg                                            | R                            | Serpent Queen, The                                    | France                                      | 2022             | Haythe, Justin                          |
| Godrèche, Judith        | La reine Marie-Antoinette                                                 | R                            | Beaumarchais, l'insolent                              | France                                      | 1996             | Molinaro, Edouard                       |
| Green, Eva              | La reine Artémise Ire                                                     | R                            | 300 : La Naissance d'un empire                        | Anatolie                                    | 2014             | Murro, Noam                             |
| Green, Eva              | La reine Sibylle de Jérusalem                                             | R                            | Kingdom of Heaven                                     | Jérusalem                                   | 2005             | Scott, Ridley                           |
| Green, Jessica          | La reine Cléopâtre VII                                                    | R                            | Roman Empire                                          | Égypte                                      | 2018             | Sherman, Peter                          |
| Grégorio, Annie         | La reine Marie-Thérèse d'Autriche                                         | R                            | Allée du Roi, L'                                      | France                                      | 1996             | Companeez, Nina                         |
| Grey, Denise            | La reine Marie de Hongrie                                                 | R                            | Rois maudits, Les                                     | France                                      | 1972-1973        | Barma, Claude                           |
| Gurney, Rachel          | L'impératrice Élisabeth d'Autriche                                        | R                            | Chute des aigles, La                                  | Autriche-Hongrie                            | 1974             | Elliot, John                            |
| Haack, Käthe            | L'Impératrice Marie-Thérèse d'Autriche                                    | R                            | Fridericus                                            | Saint-Empire romain germanique              | 1937             | Meyer, Johannes                         |
| Hale, Elvi (en)         | La reine Anne de Clèves                                                   | R                            | Six Femmes d'Henri VIII, Les                          | Angleterre                                  | 1970             |                                         |
| Hamilton, Victoria      | La reine Victoria                                                         | R                            | Victoria and Albert                                   | Royaume-Uni                                 | 2001             | Erman, John                             |
| Hathaway, Anne          | La reine Blanche                                                          | L                            | Alice au pays des merveilles                          | Pays des Merveilles                         | 2010             | Burton, Tim                             |
| Havilland, Olivia de    | L'impératrice Maria Fedorovna                                             | R                            | Anastasia                                             | Empire russe                                | 1986             | Chomsky, Marvin J.                      |
| Henderson, Shirley      | La reine Catherine de Bragance                                            | R                            | Charles II : The Power and the Passion                | Angleterre                                  | 2003             | Wright, Joe                             |
| Hepburn, Katharine      | La reine Marie Stuart                                                     | R                            | Marie Stuart                                          | Écosse                                      | 1936             | Ford, John                              |
| Hepburn, Katharine      | La reine Aliénor d'Aquitaine                                              | R                            | Lion en hiver, Le                                     | France / Angleterre                         | 1968             | Harvey, Anthony                         |
| Herbert, Susanna        | L'impératrice Alix de Hesse-Darmstadt                                     | R                            | Derniers Tsars, Les                                   | Empire russe                                | 2019             |                                         |
| Hirt, Éleonore          | La reine Élisabeth Ire                                                    | R                            | Marie Stuart                                          | Écosse                                      | 1959             | Lorenzi, Stellio                        |
| Höhn, Carola            | La reine Élisabeth-Christine de Brunswick-Wolfenbüttel-Bevern             | R                            | Deux Rois, Les                                        | Royaume de Prusse                           | 1935             | Steinhof, Hans                          |
| Hope, Charlotte         | La reine Catherine d'Aragon                                               | R                            | Spanish Princess, The                                 | Angleterre                                  | 2019             |                                         |
| Hörbiger, Mavie         | L'impératrice Marie-Louise                                                | R                            | Napoléon                                              | France                                      | 2002             | Simoneau, Yves                          |
| Hubeau, Catherine       | La reine Blanche de Bourgogne                                             | R                            | Rois maudits, Les                                     | Royaume de France                           | 1972-1973        | Barma, Claude                           |
| Hunnicuut, Gayle        | La tsarine Alexandra Feodorovna Romanova                                  | R                            | Chute des aigles, La                                  | Russie                                      | 1974             | Elliot, John                            |
| Hunt, Martita           | La reine Aliénor d'Aquitaine                                              | R                            | Robin des Bois et ses joyeux compagnons               | Angleterre                                  | 1952             | Annakin, Ken                            |
| Jackson, Glenda         | La reine Élisabeth Ire                                                    | R                            | Marie Stuart, reine d'Écosse                          | Royaume-Uni                                 | 1971             | Jarrott, Charles                        |
| Jamois, Marguerite      | L'impératrice Élisabeth d'Autriche                                        | R                            | Secret de Mayerling, Le                               | Autriche-Hongrie                            | 1949             | Delannoy, Jean                          |
| Jenner, Michelle        | La reine Isabelle la Catholique                                           | R                            | Isabel                                                | Royaume de Castille                         | 2012             | Frades, Jordi                           |
| Jolie, Angelina         | La reine Olympias                                                         | R                            | Alexandre                                             | Macédoine                                   | 2004             | Stone, Oliver                           |
| Jolivet, Rita           | L'Impératrice Théodora                                                    | R                            | Théodora                                              | Empire byzantin                             | 1921             | Carlucci, Leopoldo                      |
| Jones, Gemma            | La reine Victoria                                                         | R                            | Shanghai Kid 2                                        | Royaume-Uni                                 | 2003             | Dobkin, David                           |
| Jones, Gemma            | La reine Victoria du Royaume-Uni                                          | R                            | Chute des aigles, La                                  | Allemagne                                   | 1974             |                                         |
| Kane, Adelaide          | La reine Marie Stuart                                                     | R                            | Reign : Le Destin d'une reine                         | Royaume-Uni                                 | 2013             | McCarthy, Laurie                        |
| Karenne, Diana          | La reine Marie-Antoinette                                                 | R                            | Collier de la reine, Le                               | France                                      | 1929             | Lekain, Tony Ravel, Gaston              |
| Keller, Marthe          | L'impératrice Marie-Thérèse d'Autriche                                    | R                            | Marie-Antoinette                                      | Saint-Empire romain germanique              | 2022             | Davis, Deborah                          |
| Kemble-Cooper, Violet   | La reine Marie de Médicis                                                 | R                            | Cardinal Richelieu                                    | Royaume de France                           | 1935             | Lee, Rowland V.                         |
| Kendal, Felicity        | La reine Victoria du Royaume-Uni                                          | R                            | Edward the King                                       | Royaume-Uni                                 | 1975             | Gorrie, John                            |
| Kent, Jean              | La reine Élisabeth Ire                                                    | R                            | Sir Francis Drake, le corsaire de la reine            | Royaume-Uni                                 | 1961             | Bushell, Anthony                        |
| Kingston, Alex          | La reine Boadicée                                                         | R                            | Légions : Les Guerriers de Rome                       | Bretagne romaine                            | 2003             | Anderson, Bill                          |
| Knef, Hildegard         | L'impératrice Catherine II                                                | R                            | Catherine de Russie                                   | Empire russe                                | 1963             | Lenzi, Umberto                          |
| Konstantin, Leopoldine  | La reine Sophie-Dorothée de Hanovre                                       | R                            | Deux Rois, Les                                        | Royaume de Prusse                           | 1935             | Steinhoff, Hans                         |
| Koscina, Sylva          | L'impératrice Théodora                                                    | R                            | Pour la conquête de Rome I                            | Empire byzantin                             | 1968             | Siodmak, Robert                         |
| Koppenhöfer, Maria      | La reine Élisabeth Ire                                                    | R                            | Marie Stuart                                          | Écosse                                      | 1940             | Froelich, Carl                          |
| Kruger, Diane           | La reine Hélène de Troie                                                  | L                            | Troie                                                 | Sparte                                      | 2004             | Petersen, Wolfgang                      |
| Kruger, Diane           | La reine Marie-Antoinette                                                 | R                            | Adieux à la reine, Les                                | France                                      | 2012             | Jacquot, Benoît                         |
| Kyō, Machiko            | L'Impératrice Yang Guifei                                                 | R                            | Impératrice Yang Kwei-Fei, L'                         | Dynastie Tang                               | 1955             | Moziguchi, Kenji                        |
| Lafayette, Andrée       | La reine Anne d'Autriche                                                  | R                            | Trois Mousquetaires, Les                              | France                                      | 1933             | Diamant-Berger, Henri                   |
| Lansbury, Angela        | La reine Anne d'Autriche                                                  | R                            | Trois Mousquetaires, Les                              | France                                      | 1948             | Sidney, George                          |
| Lasowski, Elisa         | La reine Marie-Thérèse d'Autriche                                         | R                            | Versailles                                            | France                                      | 2015             |                                         |
| Lattanzi, Tina          | L'Impératrice Élisabeth Ire                                               | R                            | Catherine de Russie                                   | Empire russe                                | 1963             | Lenzi, Umberto                          |
| Leander, Zarah          | La reine Marie Stuart                                                     | R                            | Marie Stuart                                          | Écosse                                      | 1940             | Froelich, Carl                          |
| Lee, Yo-won             | La reine Seondeok                                                         | R                            | Queen Seondeok                                        | Silla                                       | 2009             |                                         |
| Leigh, Vivien           | La reine Cléopâtre VII                                                    | R                            | César et Cléopâtre                                    | Égypte                                      | 1945             | Pascal, Gabriel                         |
| Leigh-Hunt, Barbara     | La reine Catherine Parr                                                   | R                            | Henry VIII and His Six Wives                          | Angleterre                                  | 1972             | Hussein, Waris                          |
| Lejeune, Monique        | La reine Clémence de Hongrie                                              | R                            | Rois maudits, Les                                     | Royaume de France                           | 1972-1973        | Barma, Claude                           |
| Lemercier, Valérie      | La reine Armelle                                                          | F                            | Palais royal !                                        | ?                                           | 2005             | Lemercier, Valérie                      |
| Lemper, Ute             | La reine Marie-Antoinette                                                 | R                            | Autrichienne, L'                                      | France                                      | 1989             | Granier-Deferre, Pierre                 |
| Lennie, Bárbara         | La reine Jeanne de Portugal                                               | R                            | Isabel                                                | Castille                                    | 2012             | Frades, Jordi                           |
| Lesieur, Patricia       | La reine Marie-Antoinette                                                 | R                            | Joseph Balsamo                                        | France                                      | 1973             | Nivollet, Pierre                        |
| Lisi, Virna             | La reine Catherine de Médicis                                             | R                            | Reine Margot, La                                      | France                                      | 1994             | Chéreau, Patrice                        |
| Lollobrigida, Gina      | La reine de Saba                                                          | L                            | Salomon et la Reine de Saba                           | Royaume de Saba                             | 1958             | Vidor, King                             |
| Loren, Sophia           | La reine Cléopâtre VII                                                    | R                            | Deux Nuits avec Cléopâtre                             | Égypte                                      | 1953             | Mattoli, Mario                          |
| Lorez, Claire de        | La reine Amrath                                                           | ?                            | Reine de Saba, La                                     | Royaume de Saba                             | 1921             | Edwards, J. Gordon                      |
| Louise, Anita           | La reine Marie-Antoinette                                                 | R                            | Madame du Barry                                       | France                                      | 1934             | Dieterle, William                       |
| Marceau, Sophie         | La reine Isabelle de France                                               | R                            | Braveheart                                            | Angleterre                                  | 1995             | Gibson, Mel                             |
| Marconi, Lana           | La reine Marie-Antoinette                                                 | R                            | Si Versailles m'était conté...                        | France                                      | 1954             | Guitry, Sacha                           |
| Marull, Laia            | La reine Jeanne Ire                                                       | R                            | Carlos, rey emperador                                 | Castille / Aragon                           | 2015             | Ferrer, Orio                            |
| Martines, Alessandra    | La reine Anne d'Autriche                                                  | R                            | Reine et le Cardinal, La                              | France                                      | 2009             | Rivière, Marc                           |
| Mauban, Maria           | La reine Marie Stuart                                                     | R                            | Marie Stuart                                          | Écosse                                      | 1959             | Lorenzi, Stellio                        |
| Mayance, Mélusine       | La reine Jeanne de France                                                 | R                            | Marie de Bourgogne                                    | France                                      | 2017             | Prochaska, Andreas                      |
| McKenzie, Thomasin      | La reine Philippa d'Angleterre                                            | R                            | Roi, Le                                               | Union de Kalmar                             | 2019             | Michôd, David                           |
| Merchant, Tamzin        | La reine Catherine Howard                                                 | R                            | Tudors, Les                                           | Angleterre                                  | 2007             | Hirst, Michael                          |
| Merrick-Lawless, Isla   | La reine Marie Tudor                                                      | R                            | Spanish Princess, The                                 | France                                      | 2019             |                                         |
| Mirren, Helen           | La reine Élisabeth II                                                     | R                            | Queen, The                                            | Royaume-Uni                                 | 2006             | Stephen Frears                          |
| Mirren, Helen           | La reine Élisabeth Ire                                                    | R                            | Elizabeth I                                           | Royaume-Uni                                 | 2005             | Hooper, Tom                             |
| Mirren, Helen           | La reine Catherine II                                                     | R                            | Catherine the Great                                   | Russie                                      | 2019             |                                         |
| Moen, Alexandra (en)    | La reine Élisabeth d'York                                                 | R                            | Spanish Princess, The                                 | Angleterre                                  | 2019             |                                         |
| Moreau, Jeanne          | La reine Marguerite de Valois                                             | R                            | Reine Margot, La                                      | France                                      | 1954             | Dréville, Jean                          |
| Morgan, Michèle         | La reine Marie-Antoinette                                                 | R                            | Marie-Antoinette reine de France                      | France                                      | 1955             | Delannoy, Jean                          |
| Morton, Samantha        | La reine Marie Stuart                                                     | R                            | Elizabeth : L'Âge d'or                                | Écosse                                      | 2007             | Kapur, Shekhar                          |
| Morton, Samantha        | La reine Catherine de Médicis                                             | R                            | Serpent Queen, The                                    | France                                      | 2022             | Haythe, Justin                          |
| Neagle, Anna            | La reine Victoria                                                         | R                            | Victoria the Great                                    | Royaume-Uni                                 | 1937             | Wilcox, Herbert                         |
| Neilson-Terry, Phyllis  | La reine Boadicée                                                         | R                            | Boadicée                                              | Bretagne                                    | 1927             | Hill, Sinclair                          |
| Neilson-Terry, Phyllis  | La reine Aliénor d'Aquitaine                                              | R                            | Ivanhoé                                               | France                                      | 1958-1959        | Scott, Walter                           |
| Oberon Merle            | L'impératrice Joséphine de Beauharnais                                    | R                            | Désirée                                               | France                                      | 1954             | Koster, Henry                           |
| Okonedo, Sophie         | La reine Elisabeth X                                                      | F                            | Doctor Who : La Bête des bas-fonds                    | Starship UK                                 | 2010             | Gunn, Andrew                            |
| Pampanini, Silvana      | La reine Marguerite de Bourgogne                                          | R                            | Tour de Nesle, La                                     | France                                      | 1955             | Gance, Abel                             |
| Papas, Irène            | La reine Catherine d'Aragon                                               | R                            | Anne des mille jours                                  | Angleterre                                  | 1969             | Jarrott, Charles                        |
| Parfitt, Judy           | La reine Mary de Teck                                                     | R                            | W.E.                                                  | Royaume-Uni                                 | 2011             | Madonna                                 |
| Parillaud, Anne         | La reine Anne d'Autriche                                                  | R                            | Homme au masque de fer, L'                            | France                                      | 1998             | Wallace, Randall                        |
| Patakia, Daphné         | La reine Éléonore d'Autriche                                              | R                            | Versailles                                            | Pologne                                     | 2015             |                                         |
| Pearce, Eve             | La reine Augusta-Victoria de Schleswig-Holstein-Sonderbourg-Augustenbourg | R                            | Chute des aigles, La                                  | Royaume de Prusse                           | 1974             |                                         |
| Pia, Isabelle           | La reine Marie-Antoinette                                                 | R                            | Madame du Barry                                       | France                                      | 1954             | Christian-Jaque                         |
| Pill, Alison            | L'impératrice Mathilde                                                    | R                            | Piliers de la Terre, Les                              | Angleterre                                  | 2010             |                                         |
| Philipps, Siân          | La reine Boadicée                                                         | R                            | Warrior Queen                                         | Bretagne                                    | 1978             | Mellett, Martin                         |
| Pleasence, Angela       | La reine Catherine Howard                                                 | R                            | Six Femmes d'Henri VIII, Les                          | Angleterre                                  | 1970             |                                         |
| Poésy, Clémence         | La reine Marie Stuart                                                     | R                            | Gunpowder, Treason & Plot (en)                        | Écosse                                      | 2004             | MacKinnon, Gillies                      |
| Pooley, Frances         | La reine Marie-Louise d'Orléans                                           | R                            | Versailles                                            | Espagne                                     | 2015             |                                         |
| Portman, Natalie        | La reine Anne Boleyn                                                      | R                            | Deux Sœurs pour un roi                                | Angleterre                                  | 2008             | Chadwick, Justin                        |
| Portman, Natalie        | La reine Padmé Amidala                                                    | F                            | Menace fantôme, La                                    | Naboo                                       | 1999             | Lucas, George                           |
| Pulver, Liselotte       | La reine Marie-Antoinette                                                 | R                            | La Fayette                                            | France                                      | 1961             | Dréville, Jean                          |
| Rampling, Charlotte     | La reine Anne Boleyn                                                      | R                            | Henry VIII and His Six Wives                          | Angleterre                                  | 1972             | Hussein, Waris                          |
| Redgrave, Vanessa       | La reine Marie Stuart                                                     | R                            | Marie Stuart, Reine d'Écosse                          | Écosse                                      | 1971             | Jarrott, Charles                        |
| Redgrave, Vanessa       | La reine Guenièvre                                                        | L                            | Camelot (film)                                        | Bretagne                                    | 1967             | Logan, Joshua                           |
| Reinsperger, Stefanie   | L'archiduchesse Marie-Thérèse d'Autriche                                  | R                            | Empire d'Autriche                                     | Marie-Thérèse d'Autriche                    | 2017             |                                         |
| Richardson, Joely       | La reine Catherine Parr                                                   | R                            | Tudors, Les                                           | Angleterre                                  | 2007             | Hirst, Michael                          |
| Rich, Catherine         | La reine Jeanne II de Bourgogne                                           | R                            | Roi maudits, Les                                      | France                                      | 1972-1973        | Barma, Claude                           |
| Rigg, Diana             | La reine Henriette-Marie de France                                        | R                            | Charles II : The Power and the Passion                | Angleterre                                  | 2003             | Wright, Joe                             |
| Robbie, Margot          | La reine Élisabeth Ire                                                    | R                            | Marie Stuart, reine d'Écosse                          | Écosse                                      | 2018             | Rourke, Josie                           |
| Roberts, Julia          | La reine                                                                  | L                            | Blanche-Neige                                         |                                             | 2012             | Singh, Tarsem                           |
| Robson, Flora           | L'Impératrice Élisabeth Ire                                               | R                            | Catherine de Russie                                   | Empire russe                                | 1934             | Czinner, Paul                           |
| Robson, Flora           | La reine Élisabeth Ire                                                    | R                            | Aigle des mers, L'                                    | Angleterre                                  | 1940             | Curtiz, Michael                         |
| Ronan, Saoirse          | La reine Marie Stuart                                                     | R                            | Marie Stuart, reine d'Écosse                          | Écosse                                      | 2018             | Rourke, Josie                           |
| Rosay, Françoise        | La reine Catherine de Médicis                                             | R                            | Reine Margot, La                                      | France                                      | 1954             | Dréville, Jean                          |
| Rosheuvel, Golda        | La reine Charlotte de Mecklembourg-Strelitz                               | R                            | Chronique des Bridgerton, La                          | Royaume-Uni                                 | 2020             | Shonda Rhimes                           |
| Ross, Olivia            | La reine Jeanne Ire de Navarre                                            | R                            | Knightfall                                            | France                                      | 2017             | Handfield, Don et Rayner, Richard       |
| Rossellini, Isabelle    | L'impératrice Joséphine de Beauharnais                                    | R                            | Napoléon                                              | France                                      | 2002             | Simoneau, Yves                          |
| Rossi Drago, Eleonora   | La reine Anne d'Autriche                                                  | R                            | D'Artagnan                                            | France                                      | 1969             | Barma, Claude                           |
| Ruffo, Leonora          | La reine de Saba                                                          | L                            | Reine de Saba, La                                     | Royaume de Saba                             | 1952             | Pietro Francisci                        |
| Ryan, Helen (en)        | La reine Alexandra de Danemark                                            | R                            | Edward the King                                       | Royaume-Uni                                 | 1975             | Gorrie, John                            |
| Sabouret, Marie         | La reine Anne d'Autriche                                                  | R                            | Trois Mousquetaires, Les                              | France                                      | 1953             | Hunebelle, André                        |
| Saint-Cyr, Renée        | La reine Marie-Antoinette                                                 | R                            | Prince au masque rouge, Le                            | France                                      | 1954             | Cottafavi, Vittorio                     |
| Santiago, Nadia de      | La reine Sophie de Grèce                                                  | R                            | Sofía                                                 | Espagne                                     | 2011             | Hernández, Antonio                      |
| Schneider, Romy         | La reine Éléonore de Habsbourg                                            | R                            | Carlos, rey emperador                                 | Portugal / France                           | 2015             | Ferrer, Oriol                           |
| Schneider, Romy         | La reine Victoria                                                         | R                            | Jeunes années d'une reine, Les                        | Royaume-Uni                                 | 1954             | Marischka, Ernst                        |
| Schneider, Romy         | L'impératrice Élisabeth d'Autriche                                        | R                            | Sissi impératrice (trilogie)                          | Autriche Hongrie                            | 1955/1956/1957   | Marischka, Ernst                        |
| Schüle, Emilia          | La reine Marie-Antoinette                                                 | R                            | Marie-Antoinette                                      | France                                      | 2022             | Davis, Deborah                          |
| Schygulla, Hanna        | L'impératrice Catherine Ire                                               | R                            | Pierre le Grand                                       | Empire russe                                | 1986             |                                         |
| Seydoux, Léa            | La reine Isabelle d'Angoulême                                             | R                            | Robin des Bois                                        | Angleterre                                  | 2010             | Scott, Ridley                           |
| Seymour, Jane           | La reine Marie-Antoinette                                                 | R                            | Révolution française, La                              | France                                      | 1989             | Enrico, Robert et Heffronet, Richard T. |
| Shearer, Norma          | La reine Marie-Antoinette                                                 | R                            | Marie Antoinette                                      | France                                      | 1938             | Van Dyke, W. S.                         |
| Simmons, Jean           | La reine Desideria                                                        | R                            | Désirée                                               | Royaume de Suède Royaume de Norvège         | 1954             | Koster, Henry                           |
| Simmons, Jean           | La reine Élisabeth Ire                                                    | R                            | Reine vierge, La                                      | Angleterre                                  | 1953             | Sidney, George                          |
| Skarsten, Rachel        | La reine Élisabeth Ire                                                    | R                            | Reign : Le Destin d'une reine                         | Angleterre                                  | 2013             | McCarthy, Laurie                        |
| Smutniak, Kasia         | L'impératrice Livie                                                       | R                            | Domina                                                | Empire romain                               | 2021             | Bruke, Simon                            |
| Šoposká, Marika         | La reine Sophie de Bavière                                                | R                            | Jan Hus                                               | Saint-Empire romain germanique              | 2015             |                                         |
| Soubeyrand, Héléna      | La reine Anne de Bretagne                                                 | R                            | Borgia                                                | France                                      | 2011             | Fontana, Tom                            |
| Stallybrass, Anne (en)  | La reine Jeanne Seymour                                                   | R                            | Six Femmes d'Henri VIII, Les                          | Angleterre                                  | 1970             |                                         |
| Staunton, Imelda        | La reine Élisabeth II                                                     | R                            | The Crown                                             | Royaume-Uni                                 | 2021             | Morgan, Peter                           |
| Stegers, Bernice        | L'impératrice Dagmar du Danemark                                          | R                            | Derniers Tsars, Les                                   | Empire russe                                | 2019             |                                         |
| Stivínová, Zuzana       | L'impératrice Élisabeth-Christine de Brunswick-Wolfenbüttel               | R                            | Saint-Empire romain germanique                        | Marie-Thérèse d'Autriche                    | 2017             |                                         |
| Stockinger, Marie-Luise | L'archiduchesse Marie-Thérèse d'Autriche                                  | R                            | Empire d'Autriche                                     | Marie-Thérèse d'Autriche                    | 2017             |                                         |
| Stone, Joss             | La reine Anne de Clèves                                                   | R                            | Tudors, Les                                           | Angleterre                                  | 2007             | Hirst, Michael                          |
| Straub, Agnes           | L'Impératrice Élisabeth Ire                                               | R                            | Fridericus                                            | Empire russe                                | 1937             | Meyer, Johannes                         |
| Strauss, Ursula         | L'archiduchesse Marie-Thérèse d'Autriche                                  | R                            | Empire d'Autriche                                     | Marie-Thérèse d'Autriche                    | 2017             |                                         |
| Suárez, Blanca          | La reine Isabelle de Portugal                                             | R                            | Carlos, rey emperador                                 | Saint-Empire romain germanique              | 2015             | Ferrer, Oriol                           |
| Sutherland, Alyssa      | La reine Aslaug                                                           | L                            | Vikings                                               |                                             | 2013-2020        | Hirst, Michael                          |
| Suzman, Janet           | L'impératrice Alexandra Fedorovna Romanova                                | R                            | Nicolas et Alexandra                                  | Empire russe                                | 1971             | Schaffner, Franklin J.                  |
| Taylor, Elizabeth       | La reine Cléopâtre VII                                                    | R                            | Cléopâtre                                             | Égypte                                      | 1963             | Mankiewicz, Joseph L.                   |
| Testud, Sylvie          | La reine Charlotte de Savoie                                              | R                            | Marie de Bourgogne                                    | France                                      | 2017             | Prochaska, Andreas                      |
| Theron, Charlize        | La reine Ravenna                                                          | L                            | Blanche-Neige et le Chasseur                          |                                             | 2012             | Sanders, Rupert                         |
| Thompson, Emma          | La reine Catherine de Valois                                              | R                            | Henry V                                               | Angleterre                                  | 1989             | Branagh, Kenneth                        |
| Torrent, Ana            | La reine Catherine d'Aragon                                               | R                            | Deux Sœurs pour un roi                                | Angleterre                                  | 2008             | Chadwick, Justin                        |
| Turckheim, Charlotte de | La reine Marie Leszczynska                                                | R                            | Jeanne Poisson, marquise de Pompadour                 | France                                      | 2006             | Davis, Robin                            |
| Turckheim, Charlotte de | La reine Marie-Antoinette                                                 | R                            | Jefferson à Paris                                     | France                                      | 1995             | Ivory, James                            |
| Tutin, Dorothy          | La reine Anne Boleyn                                                      | R                            | Six Femmes d'Henri VIII, Les                          | Angleterre                                  | 1970             |                                         |
| Tyler, Liv              | La reine Arwen                                                            | F                            | Retour du roi, Le                                     | Gondor et Arnor                             | 2003             | Jackson, Peter                          |
| Varela, Leonor          | La reine Cléopâtre VII                                                    | R                            | Cléopâtre                                             | Égypte                                      | 1999             | Franc Roddam                            |
| Vassilieva, Ekaterina   | La reine Catherine de Médicis                                             | R                            | Reine Margot, La                                      | France                                      | 1996             | Jigounov, Sergueï                       |
| Wallis, Annabelle       | La reine Jeanne Seymour                                                   | R                            | Tudors, Les                                           | Angleterre                                  | 2007             | Hirst, Michael                          |
| Warren, Maria           | La reine Elizabeth                                                        | R                            | The Crown                                             | Royaume-Uni                                 | 2021             | Morgan, Peter                           |
| Weaver, Sigourney       | La reine Isabelle la Catholique                                           | R                            | 1492 : Christophe Colomb                              | Castille /León                              | 1992             | Scott, Ridley                           |
| Weisz, Rachel           | La reine Isabelle de Portugal                                             | R                            | The Fountain                                          | Espagne                                     | 2006             | Aronofsky, Darren                       |
| Whalley, Joanne         | La reine Catherine d'Aragon                                               | R                            | Dans l'ombre des Tudors                               | Angleterre                                  | 2015             | Kosminsky, Peter                        |
| Whalley, Joanne         | La reine Marie Ire                                                        | R                            | Virgin Queen, The                                     | Angleterre                                  | 2005             | Giedroyc, Coky                          |
| Worth, Irene            | L'impératrice Maria Fedorovna                                             | R                            | Nicolas et Alexandra                                  | Empire russe                                | 1971             | Schaffner, Franklin J.                  |
| Zeta-Jones, Catherine   | L'impératrice Catherine II                                                | R                            | Catherine la Grande (en)                              | Empire russe                                | 1996             | Chomsky, Marvin J.                      |